# Zvjahel rajon
Zvjahel rajon (ukrainsk: Звягельський район, tr. Zvjahelskyj rajon), indtil 2022 Novohrad-Volynskyj rajon (ukrainsk: Новоград-Волинський район, tr. Novohrad-Volynskyj rajon), er en rajon (distrikt) i Ukraine.
Zvjahel rajon er en af 4 rajoner i Zjytomyr oblast i det nordlige Ukraine, hvor Zvjahel rajon er beliggende i den vestlige del af oblastet omkring byen Zvjahel. Rajonen har et areal på 5.527 km2
og et indbyggertal på 164.972 (2022) indbyggere.